# Dead Infection
Dead Infection je polská goregrindová kapela založená v roce 1990 ve městě Białystok.
První demo World Full of Remains vyšlo roku 1991. První studiové album s názvem Surgical Disembowelment bylo vydáno v roce 1993.

## Diskografie

### Dema
- World Full of Remains (1991, 1993)
- Start Human Slaughter (1992)

### Studiová alba
- Surgical Disembowelment (1993)
- A Chapter of Accidents (1995)[1]
- Brain Corrosion (2004)

### EP
- The Greatest Shits (1998)
- Corpses of the Universe (2008)

+ několik split nahrávek